# Ivan Bednárik
Ivan Bednárik (* 16. ledna 1975) je manažer, od května 2025 generální ředitel Železnic Slovenskej republiky. V letech 2014 až 2020 byl předsedou představenstva ČD Cargo, poté do února 2022 generálním ředitelem a předsedou představenstva Českých drah.

## Život
Vystudoval gymnázium ve Zlatých Moravcích na Slovensku, poté studoval management na vysoké škole spadající pod Univerzitu Nového Jižního Walesu v australském Sydney. V roce 2017 absolvoval Central European Management Institute (CEMI), má titul MBA.
Od roku 1995 působil v manažerských pozicích několika firem zabývajících se obchodem a spedicí. Byl členem představenstva a obchodním ředitelem slovenské Express Group, která spadá do skupiny firem kolem významného slovenského podnikatele Alexeje Beljajeva.
V listopadu 2014 se stal předsedou představenstva akciové společnosti ČD Cargo. V roce 2019 byl opětovně zvolen předsedou představenstva ČD Cargo.[zdroj?]
Dne 3. prosince 2020 (s účinností od následujícího dne) jej zvolila dozorčí rada Českých drah novým generálním ředitelem a předsedou představenstva podniku, ve funkci nahradil Václava Nebeského. Podle ministra dopravy ČR Karla Havlíčka měla tato změna podnik posílit v době krize. V polovině února 2022, tedy dva měsíce po jmenování nové vlády Petra Fialy a nového ministra dopravy Martina Kupky, pak oznámil k 28. únoru 2022 svou rezignaci na post generálního ředitele a předsedy představenstva Českých drah. Oficiální důvody rezignace neuvedl. Spolu s ním se vzdali svých funkcí i další dva členové představenstva Českých drah - Václav Nebeský a Petr Pavelec.
Od 15. května 2025 byl jmenován generální ředitel Železnic Slovenskej republiky. V této funkci nahradil Alexandra Saka, který se funkce vzdal z osobních důvodů.